# Hiéroglyphe égyptien M9
Pour les articles homonymes, voir Lotus.

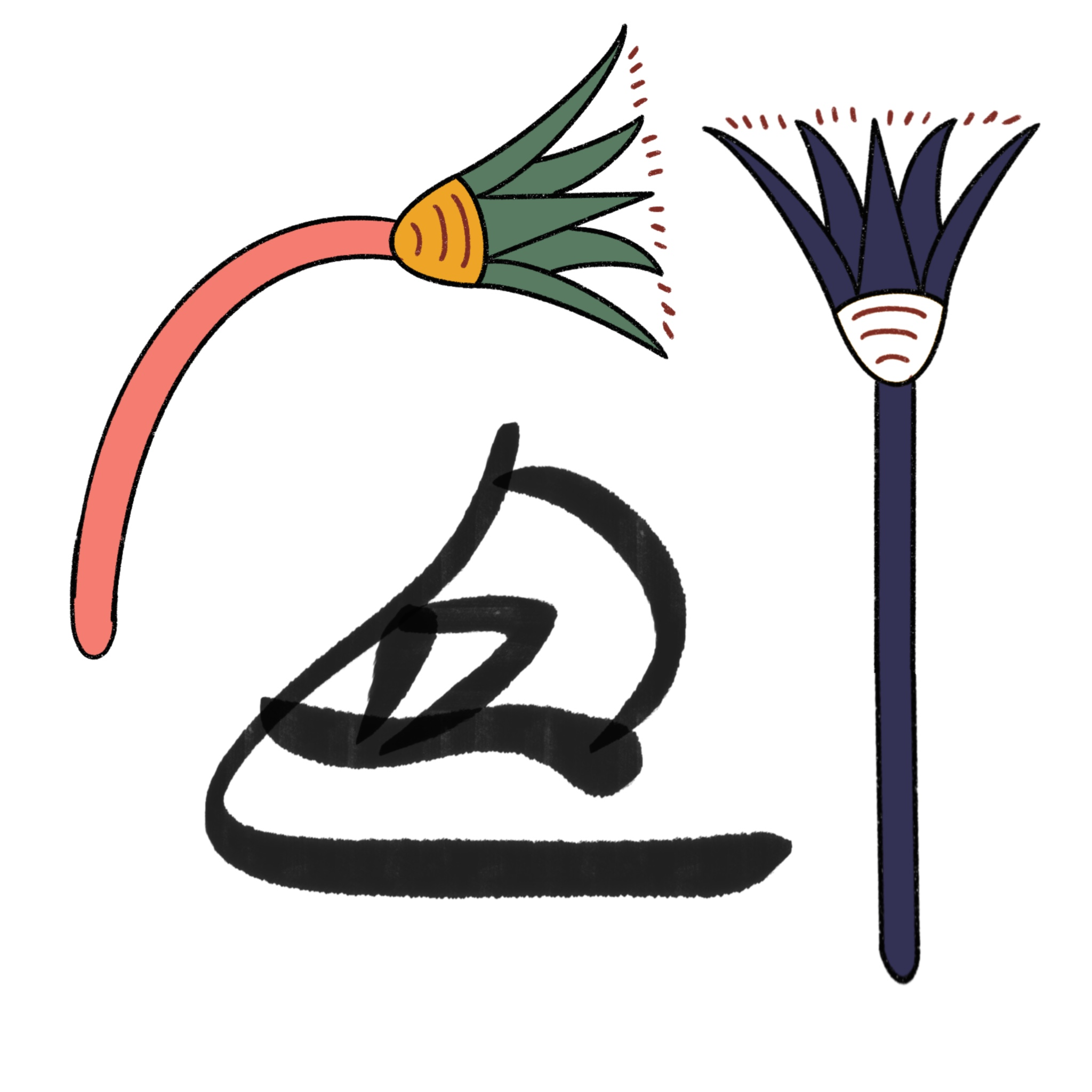
Version hiératique et hiéroglyphique

La fleur de lotus, en hiéroglyphes égyptiens, est classifiée dans la section M « Arbres et plantes » de la liste de Gardiner ; cet hiéroglyphe y est noté M9.

## Représentation
Il représente l'extrémité d'un plant de lotus bleu (Nymphaea caerulea) courbé par le poids de sa fleur. Les pétales peuvent être bleues ou vertes et la tige peut être droite. Il existe aussi vertical. Il est translittéré sšn ou zššn.

## Utilisation

### Linguistique
| O34 · S | n · M9 |

| O34 · S | n · M9 |

(Racine probable du prénom Suzanne).

### Mythologie
Depuis le Nouvel Empire, un enfant assis sur une fleur de lotus symbolisait, entre autres, la naissance divine du dieu soleil. Selon les croyances de l'Égypte antique, au début de la création, le jeune dieu du soleil est né dans une fleur de lotus, issue de l'océan primordial Noun. Les Égyptiens voyaient donc le lever du soleil comme une répétition constante de la création et de la résurrection.
La fleur de lotus est l'attribut du dieu Néfertoum, qui la porte souvent sur la tête.
Depuis l'époque gréco-romaine, différents dieux enfants ont donc été représentés assis sur une fleur de lotus. De Hor-pa-chered, il ne reste à cet égard qu'un document iconographique datant de l'époque ptolémaïque.

### Art
La fleur de lotus est un motif fréquemment utilisé dans l'art égyptien antique, que ce soit dans l'architecture, la peinture ou l'orfèvrerie. Dans l'architecture, on utilise ce qu'on appelle la « colonne de lotus à chapiteau fermé ». Le modèle en était des fleurs de lotus liées en faisceaux. De telles colonnes ont été retrouvées dans des tombes privées de l'Ancien, du Moyen et du Nouvel Empire. Les colonnes à bouquet de lotus ressemblent aux colonnes à bouquet de papyrus, mais se distinguent par leur tige inférieure, qui est droite dans le cas des colonnes à bouquet de lotus. Dans les tombes de la XVIIIe dynastie (Nouvel Empire), les décorations murales représentent très souvent la fleur de lotus bleue, dont les défunts sont censés apprécier le parfum. D'autres peintures murales montrent des personnes tenant des bouquets de fleurs de lotus dans leurs mains ou portant la fleur en guise de coiffure.
Le trésor funéraire de Toutânkhamon (tombe KV62) comprend plusieurs objets contenant des fleurs de lotus. Par exemple, la « tête de Néfertoum », une représentation du jeune roi, le calice de lotus en albâtre représentant une fleur de lotus blanche et un bijou portant le nom de Toutânkhamon sur le trône.

## Galerie

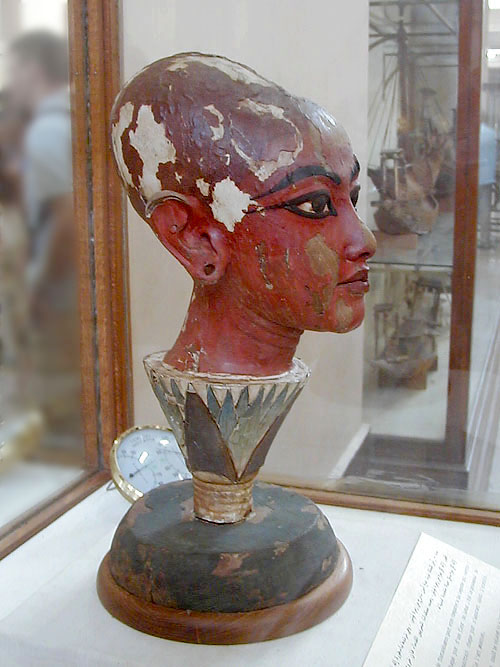
Toutânkhamon en Néfertoum sur une fleur de lotus bleue (Musée égyptien du Caire, JE 60723).
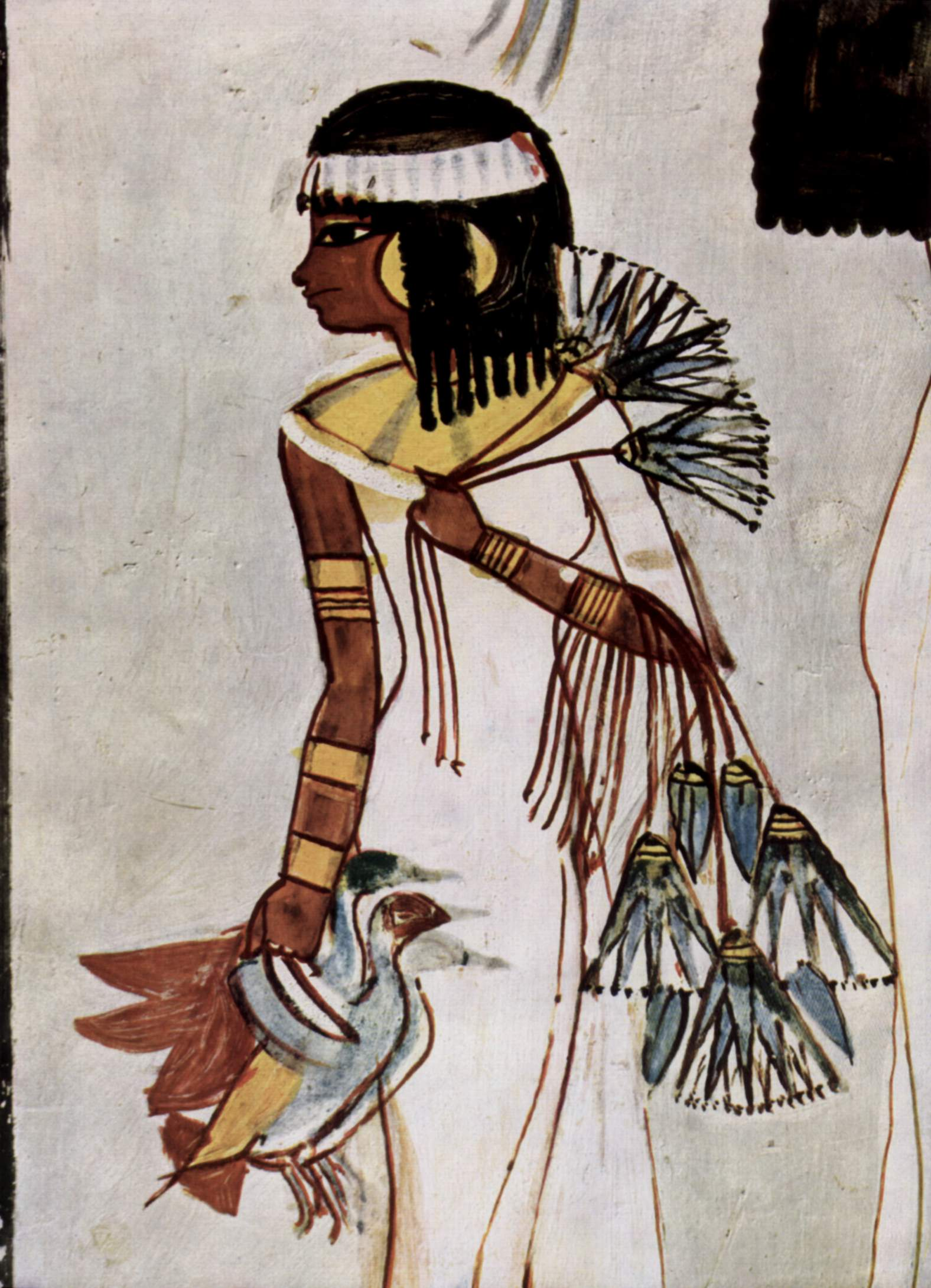
Tombe de Menna (TT69) à Cheikh Abd el-Gournah.
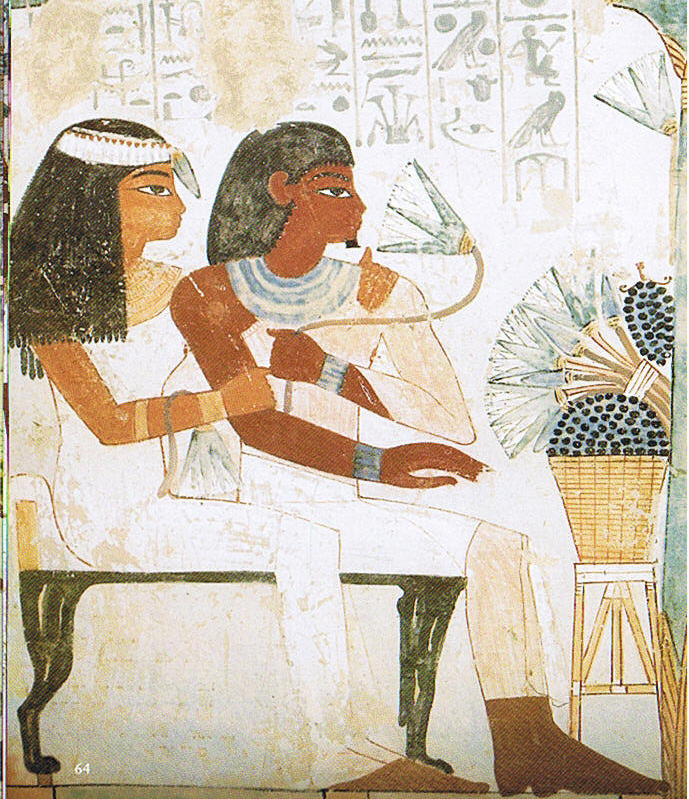
Tombeau de Nakht (TT52) à Cheikh Abd el-Gournah.
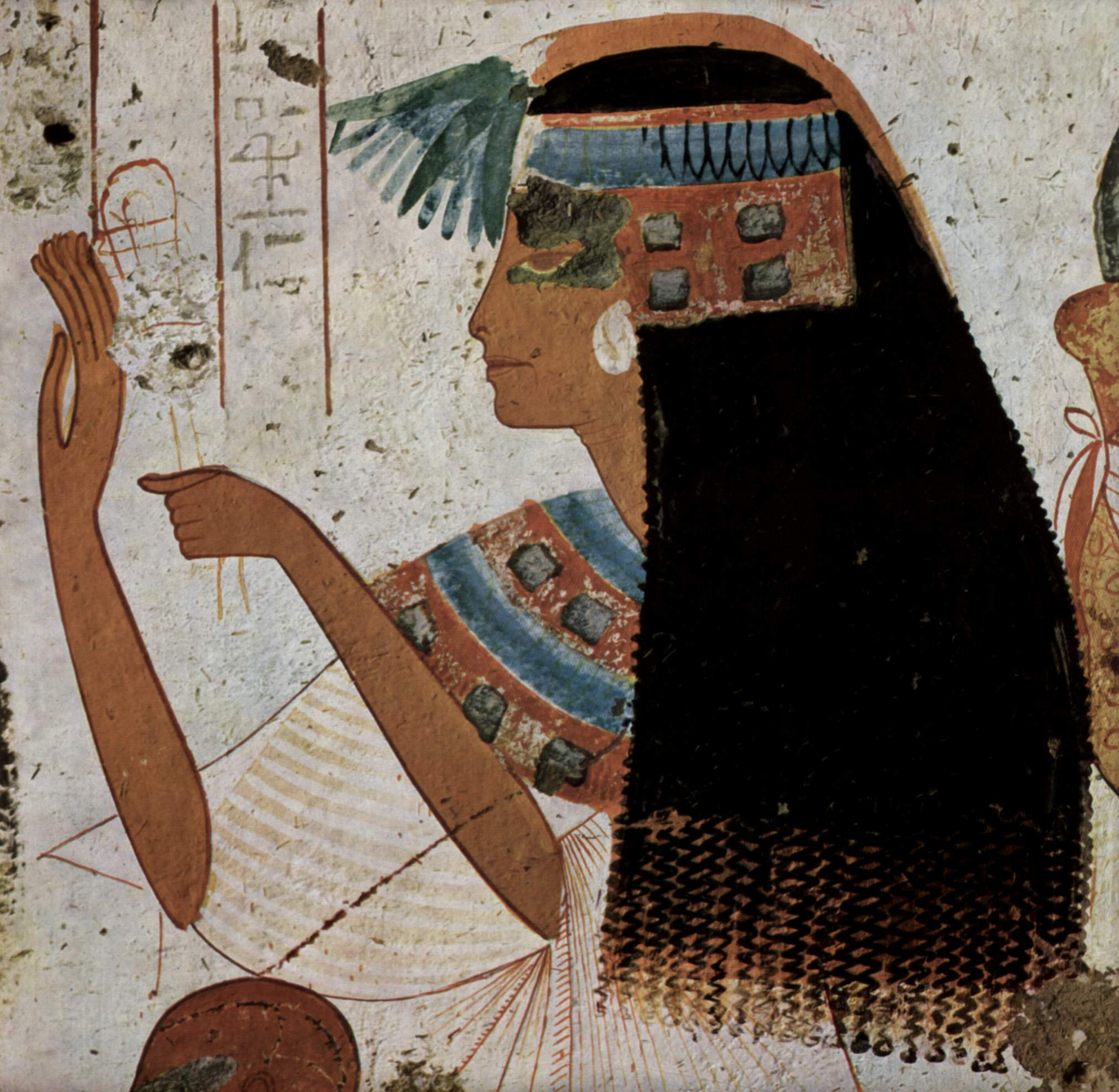
Tombe d'Ouserhat.
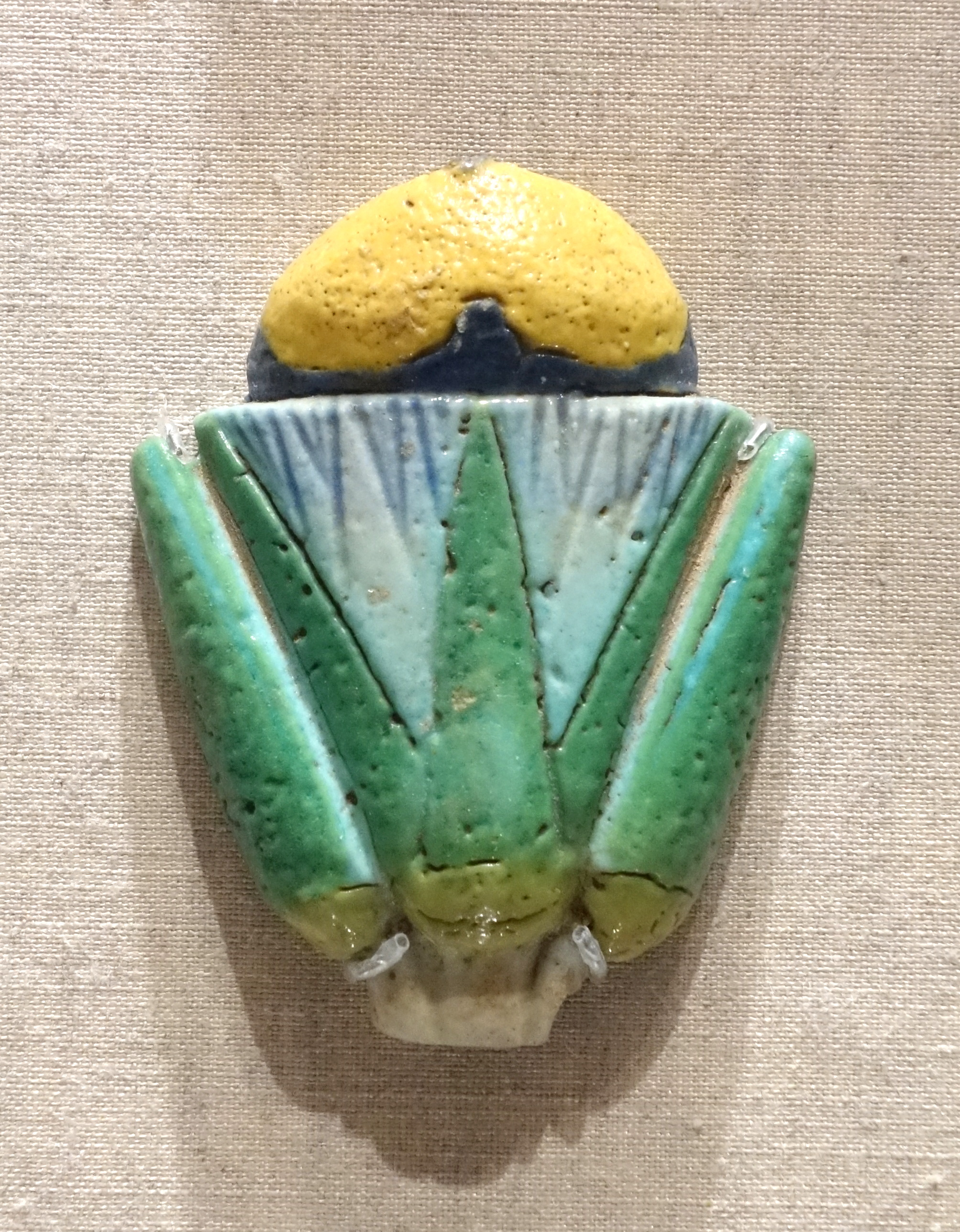
Inserts en forme de fleur de lotus, probablement période amarnienne, (Brooklyn Museum).
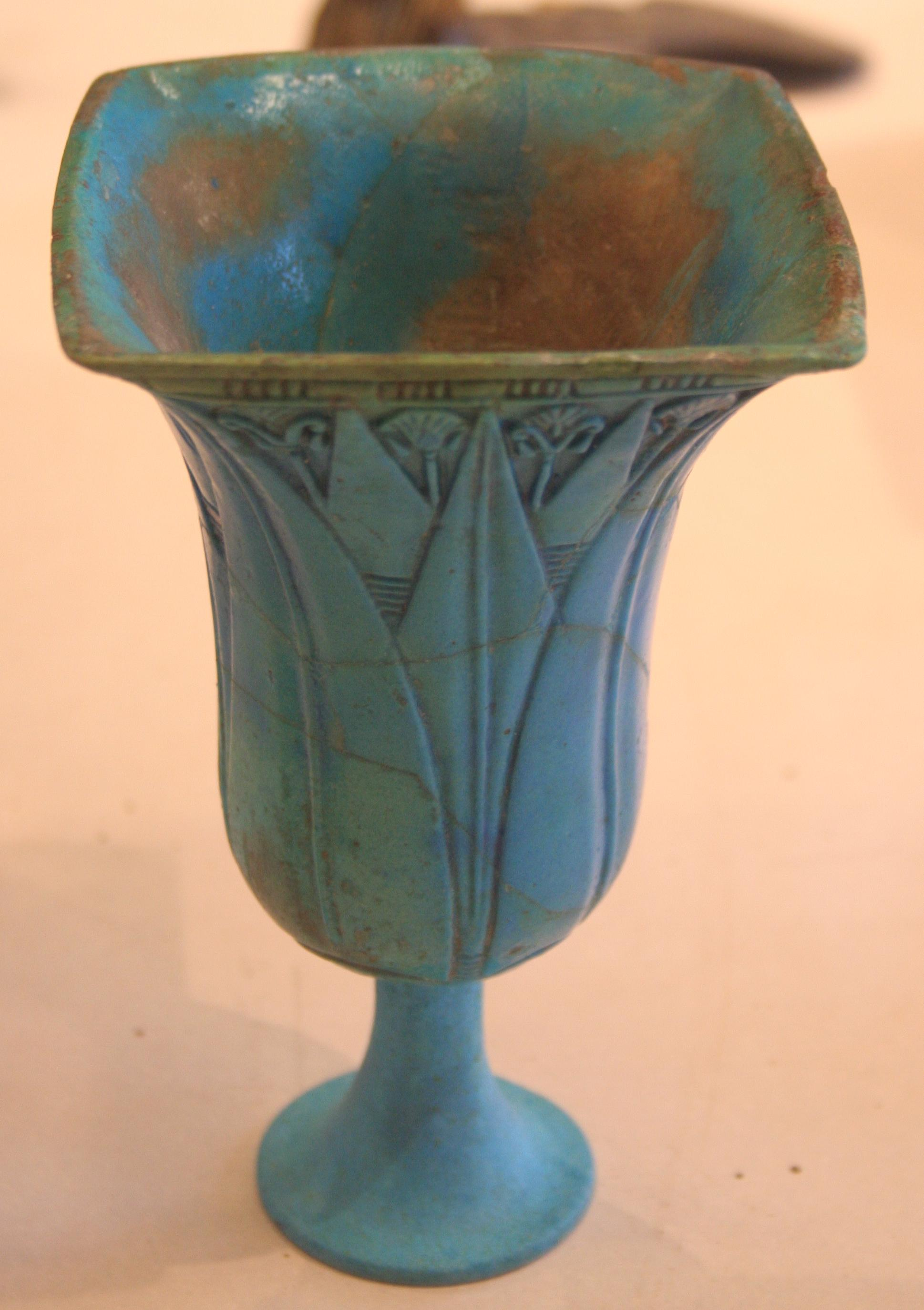
Cuvette en forme de fleur de lotus (Musée du Louvre).
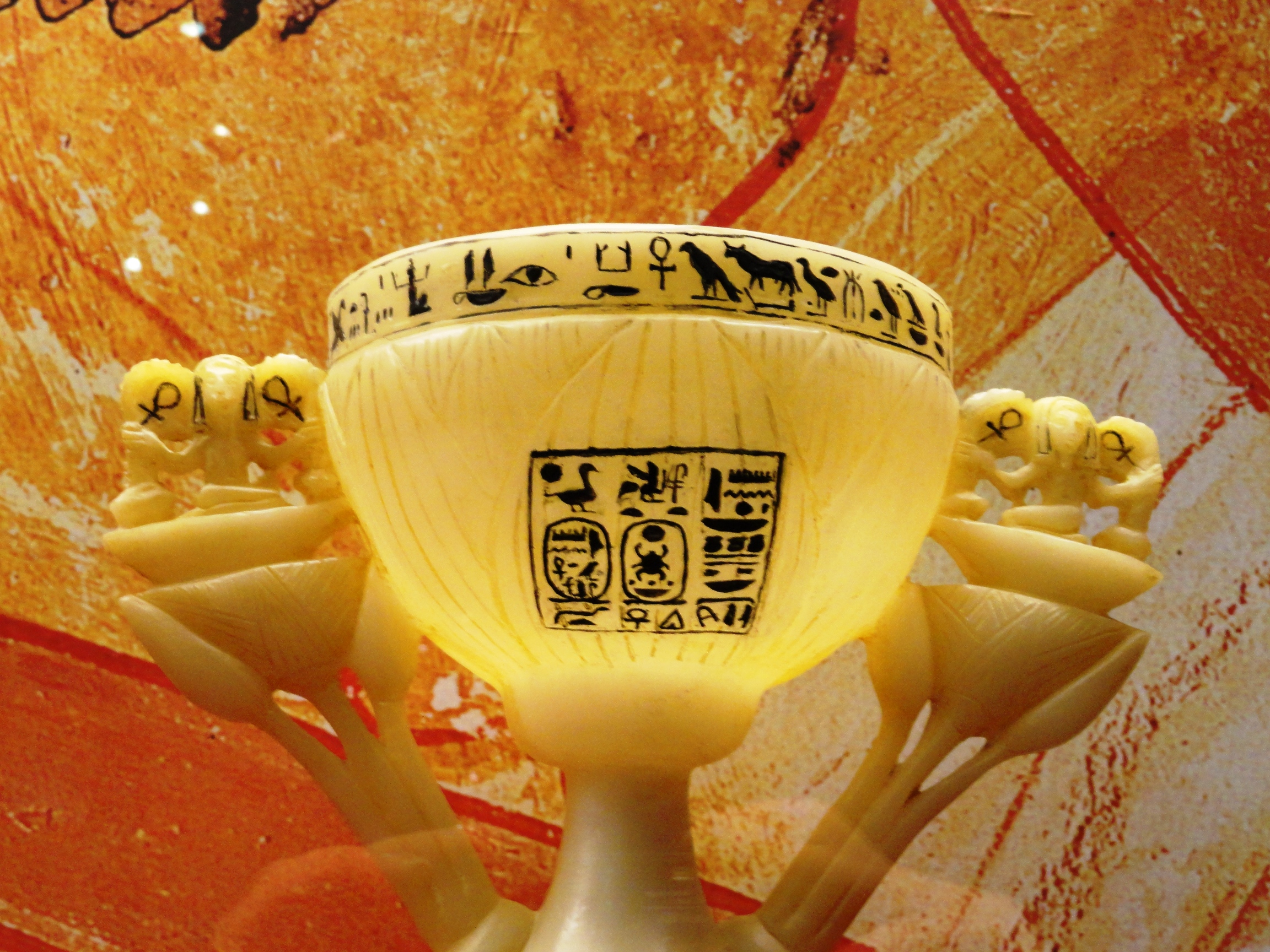
Calice en forme de lotus (Musée égyptien du Caire, JE 67465).
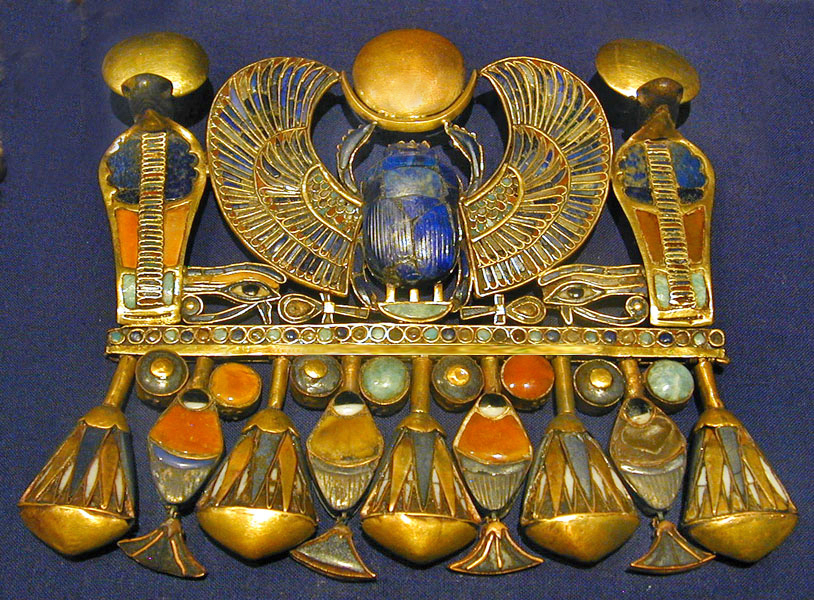
Pectoral de Toutânkhamon (Musée égyptien du Caire, JE 61884).